# Janko Leskovar
Janko Leskovar (Pregrada, 12 dicembre 1861 – 4 febbraio 1949) è stato uno scrittore croato.

## Biografia
Effettuò studi magistrali, prima di svolgere l'attività di insegnante in numerose città della Croazia e della Slavonia.
La sua narrativa dai toni crepuscolari esprime il travaglio di un'epoca che si conclude e di una generazione incapace di contrattare nuovi ideali, avente poche speranze per il futuro e ansie di rinnovamento. 
I protagonisti delle sue opere si caratterizzarono per una generale insoddisfazione, per la debolezza manifestata da una nostalgia del passato e per la quale agiscono in un mondo già delineato da eventi più grandi di loro.
Leskovar è considerato un anticipatore del modernismo croato (Moderna), per gli elementi crepuscolari presenti nelle sue opere.
Esordì con la novella Pensiero all'eternità (1891), incentrata sulle vicende di un maestro assillato da dubbi, sconfortato e solitario. 
Tra le altre sue opere principali menzioniamo:  La catastrofe (1892), Castelli in rovina (1896),  Ombre d'amore (1898),  Senza casa (1901),  Novelle (1917), Racconti (1944), aventi come comune denominatore la rassegnazione alle sventure e la discesa verso un lento ma deciso declino.
Castelli in rovina descrive la decadenza di una famiglia aristocratica dello Zagorje, che si dimostra inerte nei riguardi dei cambiamenti sociopolitici ed economici.

## Opere principali
- Pensiero all'eternità (1891);
- La catastrofe (1892);
- Dopo la disgrazia (1894);
- Castelli in rovina (1896);
- Fiori d'autunno (1897);
- Ombre d'amore (1898);
- Il martire (1900);
- Senza casa (1901);
- Novelle (1917);
- Racconti (1944).